# Јевгенија Клем
Јевгенија Лазаревна Клем (девојачко: Радаковић) (Одеса 20. децембар 1898, Београд — 3. септембар 1953) је српска, украјинска и совјетска учитељица, вођа групе отпора у концентрационом логору Равенсбрик.

## Биографија
Јевгенија Лазаревна Клем рођена је 20. децембра 1898. године у Београду у породици Србина Лазара Радаковића и Рускиње. Године 1903. породица се преселила у Одесу. Године 1917. завршила је гимназију.
Била је учесник грађанског рата у Русији. Током грађанског рата удала се за литванског војника Роберта Клема. После рата се вратила у Одесу, дипломирала на Одеском заводу за народно образовање, држала је курс о методици наставе на Одеском педагошком институту.
Током нацистичке инвазије 1941-1945, служила је као војни болничар и преводилац у Приморској војсци, учествовала у одбрани Одесе и Севастопоља и била вођа једне од група отпора у концентрационом логору Равенсбрик.
Од 1946. до 1953. предавала је на историјском факултету Одеског државног педагошког института по имену К. Д. Ушинског. 
Преминула је 3. септембра 1953. године, сахрањена је на 2. хришћанском гробљу у Одеси.
На гробу је 1964. године подигнут споменик, направљен о трошку бивших затвореника концентрационог логора Равенсбрик и колега са педагошког завода.

## Рекли су о Јевгенији
- „Јевгенија Клем је у заточеништву постала узор правог војника који се свим могућим средствима бори против непријатеља до последњег даха. За многе њене пријатеље, она је остала узор отпорности и оптимизма...“— Т. Пастушенко.
- „Јевгенија је била душа и ум не само совјетског Отпора, већ и читавог антифашистичког Отпора у логору...“ — Ерика Бучман.
- „Ова храбра жена успела је да нас уједини у једну пријатељску породицу... Од првих дана нашег боравка у логору на све начине се трудила да нас заштити од очаја, безнађа, уливала веру у победу, настојала да борити се за живот..." — В. Мелешченко.